# Fresno de Caracena
Fresno de Caracena település Spanyolországban, Soria tartományban. Fresno de Caracena Burgo de Osma-Ciudad de Osma, Villanueva de Gormaz, Carrascosa de Abajo és San Esteban de Gormaz községekkel határos. Lakosainak száma 19 fő (2024).

## Népesség
A település népessége az elmúlt években az alábbi módon változott:
| Lakosok száma | 54   | 41   | 29   | 29   | 29   | 26   | 20   | 21   | 19   | 19   |
|               | 2001 | 2004 | 2007 | 2009 | 2012 | 2014 | 2017 | 2019 | 2022 | 2024 |